# Nueve de Julio (ort)
Nueve de Julio är en ort i Argentina.   Den ligger i provinsen Corrientes, i den nordöstra delen av landet, 600 km norr om huvudstaden Buenos Aires. Nueve de Julio ligger 74 meter över havet och antalet invånare är 2 671.
Terrängen runt Nueve de Julio är mycket platt. Runt Nueve de Julio är det mycket glesbefolkat, med 7 invånare per kvadratkilometer.. Närmaste större samhälle är Gobernador Juan E. Martínez, 13,4 km sydväst om Nueve de Julio.
Trakten runt Nueve de Julio består i huvudsak av gräsmarker.